# Hal Shaw
Hal Shaw ist ein ehemaliger US-amerikanischer Autorennfahrer.

## Karriere als Rennfahrer
Hal Shaw war Ende der 1970er-Jahre im US-amerikanischen Sportwagensport erfolgreich. 1978 beendete er gemeinsam mit Tom Spalding auf einem Porsche 935 das 12-Stunden-Rennen von Sebring an der dritten Stelle der Gesamtwertung. Im Jahr darauf kam er in Sebring als Gesamtsechster ins Ziel. Sein bestes Ergebnis in der Sportwagen-Weltmeisterschaft war der vierte Rang beim 6-Stunden-Rennen von Watkins Glen 1978.

## Statistik

### Sebring-Ergebnisse
| Jahr | Team             | Fahrzeug    | Teamkollege  | Platzierung | Ausfallgrund |
| ---- | ---------------- | ----------- | ------------ | ----------- | ------------ |
| 1978 | Ore House – Vail | Porsche 935 | Tom Spalding | Rang 3      |              |
| 1979 | Hal Shaw Racing  | Porsche 935 | Norm Ridgely | Rang 6      |              |

### Einzelergebnisse in der Sportwagen-Weltmeisterschaft
| Saison | Team                     | Rennwagen           | 1   | 2   | 3   | 4   | 5   | 6   | 7   | 8   | 9   | 10  | 11  | 12  | 13  | 14  | 15  | 16  | 17  |
| ------ | ------------------------ | ------------------- | --- | --- | --- | --- | --- | --- | --- | --- | --- | --- | --- | --- | --- | --- | --- | --- | --- |
| 1977   | Hal Shaw Bankrupt Racing | Porsche Carrera RSR | DAY | MUG | DIJ | MON | SIL | NÜR | VAL | PER | WAT | EST | LEC | MOS | IMO | SAL | BRH | HOK | VAL |
| 1977   | Hal Shaw Bankrupt Racing | Porsche Carrera RSR |     |     |     |     |     |     |     |     | DNF |     |     | 6   |     |     |     |     |     |
| 1978   | Shaw Racing Ore House    | Porsche 935         | DAY | SEB | MUG | TAL | DIJ | SIL | NÜR | LEM | MIS | DAY | WAT | VAL | ROD |     |     |     |     |
| 1978   | Shaw Racing Ore House    | Porsche 935         | 10  | 3   |     | 22  |     |     |     |     |     |     | 4   |     |     |     |     |     |     |
| 1979   | Shaw Racing              | Porsche 935         | DAY | SEB | MUG | TAL | DIJ | RIV | SIL | NÜR | LEM | PER | DAY | WAT | SPA | BRH | ROA | VAL | ELS |
| 1979   | Shaw Racing              | Porsche 935         | 40  | 6   |     |     |     | DNF |     |     |     |     |     | DNF |     |     |     |     |     |